# Hotu Matua
Hotu Matua war ein mythischer Stammesführer/König (polynesisch: Ariki nui) aus dem Südost-Pazifik. Die Legende von Hotu Matua thematisiert die Besiedlung der Osterinsel und ist das zentrale Epos der Osterinsel-Kultur. Sie ist in mehreren Varianten überliefert, die auf einem einheitlichen Grundgerüst beruhen, in den Details jedoch z. T. erheblich voneinander abweichen.

## Inhalt

### Traumreise
Der Einstieg in die Legende ist ein Traum, in dem Hau Maka aus dem Lande Hiva seine Seele auf eine weite Reise schickt. Sie passiert sieben Inseln, die sich jedoch als wüst und leer herausstellen oder sich hinter Nebelschleiern verbergen. Erst die achte Insel erweist sich als schön und fruchtbar.

### Erkundung
Hau Maka erzählt seinem Häuptling Hotu Matua von diesem Traum, der daraufhin beschließt, von seiner Residenz „Marae renga“ ein Erkundungsteam von sechs Jünglingen auszusenden. Die Männer segeln am 25. April ab und als sie am 1. Juni die Osterinsel erreichen, stellen sie fest, dass sie der Beschreibung aus Hau Makas Traum bis ins Detail entspricht. Als die Kundschafter die Insel erforschen, bemerken sie eine am Strand liegende, riesige Schildkröte, die sie umdrehen, um sie zu kochen und zu verspeisen. Sie wehrt sich jedoch und verletzt einen der Jünglinge schwer. Seine Gefährten lassen ihn sterbend in einer Höhle zurück und treten die Rückfahrt an.

### Besiedlung
Nach einem Streit mit einem anderen Häuptling namens Oroi, in einigen Ausführungen der Legende Hotu Matuas leiblicher Bruder, dessen Ursache unterschiedlich geschildert wird, muss Hotu Matua seinen Wohnsitz verlassen. In einer anderen Version der Geschichte ist Hiva dem Untergang geweiht und versinkt im Meer.
Hotu Matua rüstet ein großes Doppelrumpf-Kanu aus (davon abweichend drei oder sechs Kanus) und segelt am 2. September mit 200 männlichen und weiblichen Gefolgsleuten (in anderen Versionen 300 oder 600) von Hiva ab. An Bord sind aber nicht nur die Neusiedler, sondern allerlei nützliche Pflanzen wie Brotfrucht, Yams, Taro, Batate, Banane, Zuckerrohr, der Papiermaulbeerbaum und der Toromiro, des Weiteren auch Hühner, Schweine und Ratten. Außerdem eine steinerne Statue, ein Moai mit dem Namen Te Takapau, und Rongorongo-Schrifttafeln. Am 15. Oktober erreicht das Kanu die Osterinsel, das sogenannte „achte Land“. Die Reise dauerte also eine Woche länger als die der Kundschafter. Hotu Matua trennt die beiden Boots-Rümpfe und landet selbst am Strand von Anakena, das andere Kanu fährt mit Tuu ko Ihu, einem begnadeten Bildhauer und Holzschnitzer, zur Nordwestküste. Im Moment des Anlandens gebiert Hotu Matuas Frau Vakai einen Sohn, im anderen Kanu bringt im selben Augenblick Ava rei Pua, die Frau von Tuu ko Ihu und Hotu Matuas Schwester, eine Tochter zur Welt.
Die Siedler lassen sich bei Anakena nieder und Hotu Matua wohnt zunächst in einer Höhle, bis ihm Nuku Kehu, ein genialer Baumeister, unweit des Strandes ein großes und prächtiges Paenga-Haus baut. Hotu Matua regiert lange und macht sein Volk zahlreich und glücklich.
Doch auch Hotu Matuas alter Widersacher Oroi erreicht schließlich die Osterinsel und tötet zwei Kinder auf grausame Weise. Er lauert Hotu Matua auf und will ihn in einer über den Weg gespannten Schlinge fangen. Doch dieser erkennt die Falle, stolpert zum Schein und als Oroi den am Boden Liegenden mit einem Knochendolch erstechen will, überwältigt und tötet Hotu Matua ihn. Der Körper Orois wird im Erdofen gekocht und verspeist.

### Tod des Hotu Matua

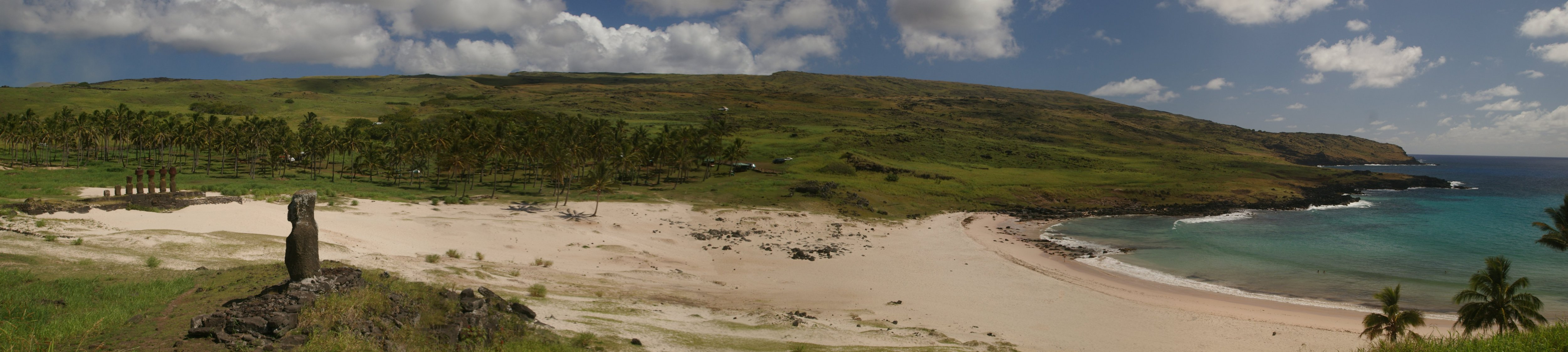
Anakena auf der Osterinsel; hier soll Hotu Matua gelandet sein

Als Hotu Matua alt wird, teilt er die Insel unter seinen Kindern auf, ihre Nachkommen bilden die künftigen Stämme der Osterinsel. Er geht zur Kultstätte Orongo (abweichend: auf den Rano Raraku) und sieht gen Westen, in Richtung seiner alten Heimat Marae renga. Als er den Schrei des Hahnes von jenseits des Meeres vernimmt, ist sein Tod nahe. Seine Söhne tragen ihn in seine Hütte, in der Hotu Matua stirbt. Er wird nicht in einem Ahu, sondern in einem Königsgrab, einer mit Stein ausgekleideten Grube, bei Akahanga beigesetzt.

## Überlieferung
Auf der Osterinsel gab es keine historischen Aufzeichnungen, die Rongorongo-Tafeln sind bislang nicht entschlüsselt und in dieser Hinsicht unergiebig. Sowohl tatsächlich stattgefundene Ereignisse als auch Legenden wurden von Generation zu Generation mündlich überliefert. Aus heutiger Sicht ist eine klare Trennung schwierig. Sie war ursprünglich auch nicht beabsichtigt, da beide Überlieferungen in der Sichtweise der alten Rapanui-Kultur gleichwertig sind.
Europäische Missionare und Forscher begannen ab Mitte des 19. Jahrhunderts mit einer zunächst noch unsystematischen Sammlung und Aufzeichnung der Traditionen, beginnend mit den Aufzeichnungen des französischen Paters Eugène Eyraud, der 1864 als Missionar neun Monate auf der Osterinsel weilte. Der Einstieg in eine methodische Erforschung und Sammlung des Sagenschatzes erfolgte erst im 20. Jahrhundert.
Gegen Ende des 19. und zu Beginn des 20. Jahrhunderts erlernten die Rapanui in Missionsschulen das lateinische Alphabet und fingen selbst an, die Gesänge und Geschichten ihrer Kultur niederzuschreiben. Die bekannteste Niederschrift, das sogenannte Manuskript E, stammt aus dem Besitz der Familie Pakarati, Nachkommen ehemaliger Ariki der Osterinsel. Es wurde vermutlich um 1920 aufgezeichnet.:323 f. Die obige Inhaltsangabe orientiert sich an dieser Vorlage.
Daneben gibt es mehrere, in Teilen abweichende, Wiedergaben der Hotu-Matua-Legende bei Katherine Routledge, Alfred Métraux, Pater Sebastian Englert und Edwin Ferdon, einem Archäologen der Heyerdahl-Expedition. Der Ethnologe Thomas Barthel von der Eberhard Karls Universität Tübingen hat 1974 in seinem Grundlagenwerk „Das Achte Land“, eine ausführliche Übertragung, Gliederung und Interpretation des Hotu-Matua-Stoffes vorgelegt.

## Verknüpfungen
Jede polynesische Insel hat ihren eigenen Heros, den Begründer der Kultur und ersten Siedler, um den sich die lokalen Legenden ranken. Das grundlegende Motiv dieser Besiedlungsmythen ist auf allen Inseln gleich: Der Gründervater und seine Gefährten fahren mit einem Kanu von der einstmaligen Heimat ab, entdecken neues Land und besiedeln es. Eine solche Legende des Ursprungs gibt es sowohl bei den Māori als auch auf Samoa, Tonga, Mangareva, den Marquesas und der Osterinsel. Sie ähneln sich, doch sind die Details der Geschichten von Insel zu Insel verschieden. Wahrscheinlich manifestiert sich darin die gemeinsame Erinnerung an die Entdeckungsfahrten der Protopolynesier.

## Wahrheitsgehalt
Obwohl es sich bei der Geschichte von Hotu Matua unzweifelhaft um eine Legende handelt, lassen neuere Forschungen doch einen wahren Kern vermuten. Allerdings ist umstritten, in welchem Umfang die geschilderten Ereignisse mit wahren Geschehnissen übereinstimmen. Aufschlussreich ist allerdings, dass sich der Mythos exakt an dem – erst in den letzten Jahrzehnten archäologischer Arbeit ermittelten – Grundmuster der polynesischen Besiedlung orientiert. Alle notwendigen Elemente werden erwähnt: das Langstrecken-Kanu, die für ein gesundes Wachstum notwendige Personenzahl, die Mitnahme von lebensnotwendigen Pflanzen und Tieren sowie von religiösen Kultgegenständen.
Nach dem älteren Stand der Forschung erfolgte die Besiedlung der Osterinsel in zwei Wellen, beginnend mit der ersten Besiedlungswelle im 4. oder 5. Jahrhundert n. Chr. Man nahm lange Zeit an, dass die Legende von Hotu Matua die zweite Besiedlungswelle beschreibt, die im 14. Jahrhundert n. Chr. stattgefunden haben soll. Allerdings wird heute (wieder) die Monobesiedlungsthese präferiert, deren Zeitpunkt und Ausgangsort jedoch umstritten ist. Dies bedeutet, dass die Legende von der Besiedlung der Osterinsel unter mündlicher Weitergabe von Generation zu Generation bis zu 1500 Jahre im Volksbewusstsein bewahrt wurde.
Der Ausgangspunkt der Besiedlung, das mythische Hiva, ist nicht eindeutig zu identifizieren. Thor Heyerdahl vermutete die Herkunft von Hotu Matua in Südamerika:82 f.was aber dem überlieferten Text widerspricht und nach den heutigen archäologischen, linguistischen und genetischen Forschungen auszuschließen ist.
Das Datum von Abfahrt und Ankunft der Kundschafter ist in der Legende genau angegeben (25. April bzw. 1. Juni). Nimmt man die Reisedauer von 38 Tagen für die Erkundung wörtlich, so kommen die Insel Pitcairn, die Gambierinseln (insbesondere Mangareva), große Teile des Tuamotu-Archipels, aber auch die Marquesas und die Austral-Inseln als Ausgangspunkt in Betracht. Etymologisch sei darauf hingewiesen, dass „Hiva“ als Prä- bzw. Suffix in mehreren Inselnamen der Marquesas vorkommt: Hiva Oa, Fatu Hiva, Nuku Hiva.
Bereits Jakob Roggeveen erwähnt, dass zu dieser Jahreszeit im Seegebiet zwischen den Tuamotus und der Osterinsel West- bzw. Nordwestwinde vorherrschen, die Reisebedingungen sind also günstig.
Während der El-Niño-Phasen sind die West- und Nordwestwinde im Pazifik sogar dominierend. Ein Etmal von 100 Kilometern ist, wie Experimente mit Nachbauten erwiesen haben, für polynesische Doppelrumpf-Kanus durchaus realistisch, bei guten Bedingungen sogar 200 km. Auch die Entfernung von annähernd viertausend Kilometern war kein unüberwindliches Hindernis.:67 Anlässlich des Pacific-Art-Festivals 1995 wurde mit dem Nachbau eines großen Kriegskanus eine Non-Stop-Reise von Hawaii bis Raiatea über eine Entfernung von 4500 Kilometern unternommen.

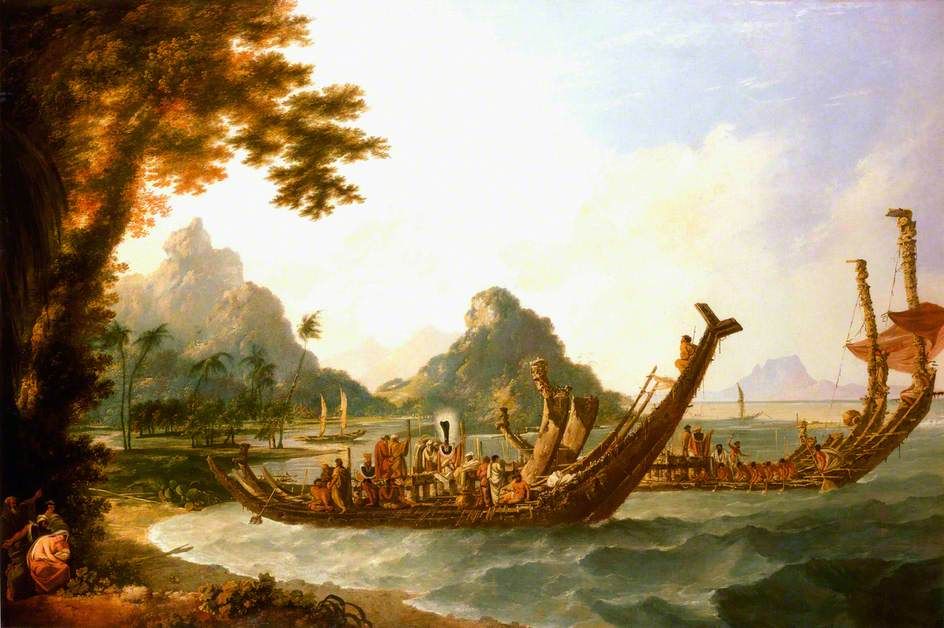
Doppelrumpf-Kanus von Tahiti; Gemälde von William Hodges

Hochseetüchtige Doppelrumpf-Kanus der Polynesier werden in den Aufzeichnungen früher europäischer Entdecker – James Cook, Frederick William Beechey, Otto von Kotzebue – mehrfach beschrieben. Der Bericht von James Cook enthält die Grund- und Aufrisszeichnung eines großen Kriegskanus von der Insel Tahiti. Das Kanu war 33 m (108 feet) lang und übertraf damit sogar die Santa Maria, mit 23 m Länge das größte der drei Schiffe, mit denen Christoph Kolumbus 1492 den Atlantik überquerte.
Eine Besatzung von 200 Personen erscheint zwar hoch, ist aber nicht grundsätzlich ausgeschlossen. Das Mitführen von Sämlingen, Stecklingen und Tieren als Grundlage für eine Besiedlung war nicht unüblich und ist aus Überlieferungen in der gesamten Südsee bekannt.:68
Der Text des Manuskriptes E gibt für die Osterinsel – von Hiva aus gesehen – folgende Beschreibung::48
- sie liegt „oben“ (i runga)
- sie ragt über den Horizont empor
- ihre Konturen heben sich am Horizont ab
- inmitten der aufgehenden Sonne (d. h. im Osten)

„Oben“ (runga) und „unten“ (raro) sind in Polynesien in der Navigation gebräuchliche Begriffe und beziehen sich auf die Richtung der Passatwinde. Dies und die Lage der Osterinsel im Osten von Hiva lassen eine Fahrt des Hotu Matua von West nach Ost vermuten.
Der Wohnsitz des Königs Hotu Matua auf Hiva heißt in der Legende „Marae renga“ (übersetzt: der schöne Kultplatz). Das protopolynesische Wort mala’e oder marae bezeichnet in weiten Teilen Ostpolynesiens (Gesellschaftsinseln, Marquesas, Cookinseln, Austral-Inseln, Tuamotu-Archipel) einen Zeremonialplatz, ist jedoch auf der Osterinsel nicht gebräuchlich. Das entsprechende Wort ist ahu. Die Verwendung der nicht üblichen Bezeichnung in einer Legende der Osterinsel lässt ebenfalls Rückschlüsse über die Herkunft zu.
Anakena an der Nordküste der Osterinsel, der Landeplatz von Hotu Matua, ist zweifellos eine exponierte Stelle. Hier liegt der größere der zwei Sandstrände der Osterinsel, ein sofort ins Auge fallender natürlicher Hafen für flachgehende Boote. Archäologische Untersuchungen erbrachten den Beweis, dass es sich um einen Kult- und Siedlungsplatz von besonderer Bedeutung handelte. Die Region war immer mit dem Stamm der Miru verknüpft, die ihre Abkunft direkt auf Hotu Matua zurückführten. Der Häuptling der Miru war zwar nicht der politische Führer im Sinne eines Königs der ganzen Insel, jedoch das geistige und religiöse Oberhaupt, der Inhaber von Mana, von höchster spiritueller Macht.
In der Nähe des Anakena-Strandes gibt es zwei archäologisch untersuchte Überreste von Wohnstätten, die in der Überlieferung der Rapanui mit Hotu Matua in Verbindung gebracht werden: Eine Höhlenwohnung (Hotu Matua’s Cave) sowie Fundamentteile eines Paenga-Hauses (Hotu Matua’s House).
Hotu Matuas Höhle liegt etwa 200 m südwestlich des Strandes. Hier soll, so behaupten die Rapanui, Hotu Matua nach seiner Landung auf der Osterinsel zunächst gewohnt haben. Die Höhle befindet sich mit noch weiteren Kavernen in einer natürlichen Rinne. Arne Skjølsvold von der norwegischen Osterinsel-Expedition von Thor Heyerdahl 1952/53 hat die etwa sechs Meter tiefe, niedrige Höhle untersucht, deren Eingang mit Steinschichtungen künstlich verengt war. Er fand eine Speerspitze aus Obsidian (Mataa), die er auf das 17. oder 18. Jahrhundert datierte, sowie einige Überreste europäischer Handelsprodukte. Anzeichen für frühzeitliche Bewohner fand er nicht.:273–276
Von Hotu Matuas Haus in der Nähe des Ahu Nau Nau ist lediglich eine einzelne Reihe von bearbeiteten Fundamentsteinen aus Basalt erhalten. Die Fundlage deutet auf ein außergewöhnlich großes, nord-süd-orientiertes Paenga-Haus hin. Die gesamte Westseite fehlt jedoch. Skjølsvold vermutete, dass die Anlage nicht fertiggestellt wurde. Er fand bei Grabungen im Innern keinerlei Hausrat oder andere Relikte von Bewohnern, sodass Hotu-Matuas Haus möglicherweise niemals bewohnt war.:273–276
Es fällt auf, dass es keine identifizierbare Statue von Hotu Matua gibt, obwohl die Moai der Osterinsel Abbilder einst tatsächlich existierender Ahnen sind. Dabei wäre doch anzunehmen, dass man eine derart herausragende Persönlichkeit vorrangig „verewigt“ hätte. Dieser Umstand ist ein Argument gegen den Wahrheitsgehalt der Legende und bleibt vorerst ungeklärt.